# Amalgam
Amalgam er en legering mellem kviksølv og et eller flere andre metaller. Mange metaller kan æltes eller smeltes sammen med kviksølv (dog ikke jern), og disse forbindelser kaldes amalgam. 

## Dental amalgam
Det mest kendte amalgam er det dentale amalgam eller tandamalgam, der anvendes til fyldninger i tænder. Det består af kviksølv, kobber, tin, sølv m.m.
Amalgam bliver mere og mere afløst af plastfyldninger på grund af miljøskadelighed og mulig sundhedsrisiko, både for klinikpersonalet og patienten. I nogle lande er amalgam forbudt eller omfattet af restriktioner. Det diskuteres stadig om amalgam fører til kviksølvforgiftning. I mange lande, også i Danmark, har tandklinikassistenter anlagt arbejdsskadesag om påstået kviksølvforgiftning, men dette sagsanlæg blev i 2009 afvist, da der ikke er fundet flere tegn på sygdomme blandt klinikassistenter eller tandlæger (eller disses børn) i forhold til normalbefolkningen[kilde mangler].

## Forgyldning
Tidligere kunne forgyldning udføres ved at påføre en guldamalgam på den metalgenstand, der skulle forgyldes. Kviksølvet fjernedes derpå ved opvarmning, så guldet blev tilbage. Det skulle så poleres op. Metoden kaldtes lueforgyldning. 